# Шубинка (Єгор'євський район)
Шу́бинка (рос. Шубинка) — село у складі Єгор'євського району Алтайського краю, Росія. Адміністративний центр та єдиний населений пункт Шубинської сільської ради.

## Населення
Населення — 621 особа (2010; 743 у 2002).
Національний склад (станом на 2002 рік):
- росіяни — 93 %